# Allmänna Idrottsklubben Fotboll 2009
Questa voce raccoglie le informazioni riguardanti l'Allmänna Idrottsklubben Fotboll, meglio conosciuto come AIK, nelle competizioni ufficiali della stagione 2009.

## Maglie e sponsor
Così come avviene dal 1998, lo sponsor tecnico per la stagione è nuovamente Adidas, mentre il main sponsor ufficiale rimane la marca di birra Åbro. La prima divisa presenta la consueta maglia nera con inserti gialli, pantaloncini bianchi e calzettoni gialloneri. La divisa di riserva è composta da maglia e pantaloncini interamente bianchi ad eccezione di qualche inserto nero, e calzettoni gialloneri.

## Rosa
| N. |                        | Ruolo | Calciatore                          |
| -- | ---------------------- | ----- | ----------------------------------- |
| 2  | Svezia (bandiera)      | D     | Patrik Bojent                       |
| 3  | Svezia (bandiera)      | D     | Per Karlsson                        |
| 4  | Svezia (bandiera)      | D     | Nils-Eric Johansson (vice capitano) |
| 5  | Argentina (bandiera)   | C     | Jorge Ortiz                         |
| 6  | Svezia (bandiera)      | D     | Walid Atta                          |
| 7  | Svezia (bandiera)      | C     | Bojan Đorđić                        |
| 8  | Svezia (bandiera)      | C     | Daniel Tjernström (capitano)        |
| 9  | Slovenia (bandiera)    | A     | Miran Burgič                        |
| 10 | Argentina (bandiera)   | A     | Mauro Iván Óbolo                    |
| 11 | Brasile (bandiera)     | A     | Antônio Flávio                      |
| 12 | Finlandia (bandiera)   | P     | Tomi Maanoja                        |
| 14 | Inghilterra (bandiera) | C     | Kenny Pavey                         |
| 15 | Svezia (bandiera)      | C     | Kevin Walker                        |

| N. |                        | Ruolo | Calciatore          |
| -- | ---------------------- | ----- | ------------------- |
| 16 | Svezia (bandiera)      | D     | Pierre Bengtsson    |
| 17 | Svezia (bandiera)      | A     | Saihou Jagne        |
| 18 | Svezia (bandiera)      | D     | Markus Jonsson      |
| 19 | Svezia (bandiera)      | C     | Martin Mutumba      |
| 20 | Paesi Bassi (bandiera) | D     | Jos Hooiveld        |
| 21 | Svezia (bandiera)      | A     | Mikael Thorstensson |
| 22 | Svezia (bandiera)      | P     | Nicklas Bergh       |
| 25 | Svezia (bandiera)      | C     | Yussuf Saleh        |
| 27 | Svezia (bandiera)      | P     | Daniel Örlund       |
| 28 | Svezia (bandiera)      | C     | Viktor Lundberg     |
| 29 | Svezia (bandiera)      | C     | Gabriel Özkan       |
| 30 | Liberia (bandiera)     | C     | Dulee Johnson       |

## Risultati

### Allsvenskan

#### Girone di andata
| Arbitro: | Martin Hansson |

|           |           |  |
| Özkan 55’ | Marcatori |  |

| Arbitro: | Martin Ingvarsson |

|  |           |           |
|  | Marcatori | 12’ Óbolo |

| Arbitro: | Jonas Eriksson |

|  |           |             |
|  | Marcatori | 75’ Mehmeti |

| Arbitro: | Martin Hansson |

|                          |           |                                   |
| Guterstam 8’ Chhadeh 21’ | Marcatori | 2’ Lundberg 31’ Óbolo 90+2’ Jagne |

| Arbitro: | Åke Andreasson |

|  |           |           |
|  | Marcatori | 30’ Óbolo |

| Arbitro: | Michael Lerjéus |

|  |           |                                     |
|  | Marcatori | 15’ Jönsson 53’ Jönsson 79’ Jönsson |

| Arbitro: | Johan Hamlin |

|            |           |  |
| Drugge 56’ | Marcatori |  |

| Arbitro: | Daniel Stålhammar |

|                     |           |  |
| Jagne 38’ Jagne 43’ | Marcatori |  |

| Arbitro: | Martin Hansson |

|  |           |          |
|  | Marcatori | 8’ Óbolo |

| Solna 21 maggio 2009, ore 17:00 10ª giornata | AIK               | 0 – 0 referto | Elfsborg | Råsunda\| Arbitro: \| Martin Ingvarsson \| |
| Arbitro:                                     | Martin Ingvarsson |               |          |                                            |

| Arbitro: | Stefan Johannesson |

|              |           |  |
| Berggren 45’ | Marcatori |  |

| Arbitro: | Jonas Eriksson |

|             |           |  |
| Jagne 45+1’ | Marcatori |  |

| Arbitro: | Daniel Stålhammar |

|            |           |             |
| Gerzić 29’ | Marcatori | 45+3’ Jagne |

| Arbitro: | Stefan Johannesson |

|               |           |  |
| Johansson 41’ | Marcatori |  |

| Arbitro: | Daniel Stålhammar |

|                        |           |                       |
| Lycén 37’ Ericsson 39’ | Marcatori | 41’ Mutumba 77’ Óbolo |

#### Girone di ritorno
| Arbitro: | Michael Lerjéus |

|               |           |  |
| Johansson 66’ | Marcatori |  |

| Malmö 30 luglio 2009, ore 20:00 17ª giornata | Malmö FF       | 0 – 0 referto | AIK | Swedbank Stadion\| Arbitro: \| Jonas Eriksson \| |
| Arbitro:                                     | Jonas Eriksson |               |     |                                                  |

| Arbitro: | Martin Ingvarsson |

|                              |           |             |
| Jonsson 67’ (rig.) Óbolo 88’ | Marcatori | 53’ Haglund |

| Arbitro: | Michael Lerjéus |

|           |           |                     |
| Rosén 10’ | Marcatori | 12’ Óbolo 36’ Pavey |

| Arbitro: | Martin Ingvarsson |

|              |           |              |
| Johansson 3’ | Marcatori | 69’ Eriksson |

| Arbitro: | Jonas Eriksson |

|             |           |  |
| Johnson 64’ | Marcatori |  |

| Arbitro: | Jonas Eriksson |

|  |           |                              |
|  | Marcatori | 27’ Antônio Flávio 28’ Óbolo |

| Arbitro: | Daniel Stålhammar |

|                                          |           |  |
| Mutumba 43’ Jonsson 57’ (rig.) Óbolo 88’ | Marcatori |  |

| Arbitro: | Markus Strömbergsson |

|                                      |           |                                 |
| Landgren 43’ Larsson 45’ Larsson 70’ | Marcatori | 59’ (aut.) Tamboura 86’ Johnson |

| Arbitro: | Stefan Johannesson |

|                                       |           |  |
| Antônio Flávio 15’ Antônio Flávio 59’ | Marcatori |  |

| Borås 4 ottobre 2009, ore 19:30 26ª giornata | Elfsborg          | 0 – 0 referto | AIK | Borås Arena\| Arbitro: \| Martin Ingvarsson \| |
| Arbitro:                                     | Martin Ingvarsson |               |     |                                                |

| Arbitro: | Daniel Stålhammar |

|           |           |  |
| Özkan 70’ | Marcatori |  |

| Arbitro: | Jonas Eriksson |

|          |           |                              |
| Helg 60’ | Marcatori | 34’ Antônio Flávio 71’ Pavey |

| Arbitro: | Markus Strömbergsson |

|             |           |                     |
| Mutumba 59’ | Marcatori | 72’ (aut.) Hooiveld |

| Arbitro: | Martin Hansson |

|            |           |                                   |
| Olsson 32’ | Marcatori | 55’ Antônio Flávio 85’ Tjernström |

### Svenska Cupen
| Arbitro: | Daniel Stålhammar |

|           |           |                      |
| Cakić 50’ | Marcatori | 44’ Đorđić 75’ Óbolo |

| Arbitro: | Martin Strömbergsson |

|  |           |             |
|  | Marcatori | 9’ Lundberg |

| Arbitro: | Håkan Jonasson |

|               |           |                       |
| Fejzullahu 8’ | Marcatori | 39’ Óbolo 49’ Mutumba |

| Arbitro: | Martin Ingvarsson |

|                                                |           |                                       |
| Óbolo 21’ Johansson 117’ Jonsson 120+2’ (rig.) | Marcatori | 87’ Vinícius Lopes 95’ Vinícius Lopes |

| Arbitro: | Jonas Eriksson |

|                                |           |  |
| Óbolo 72’ Antônio Flávio 90+3’ | Marcatori |  |